# Municipio Guanarito

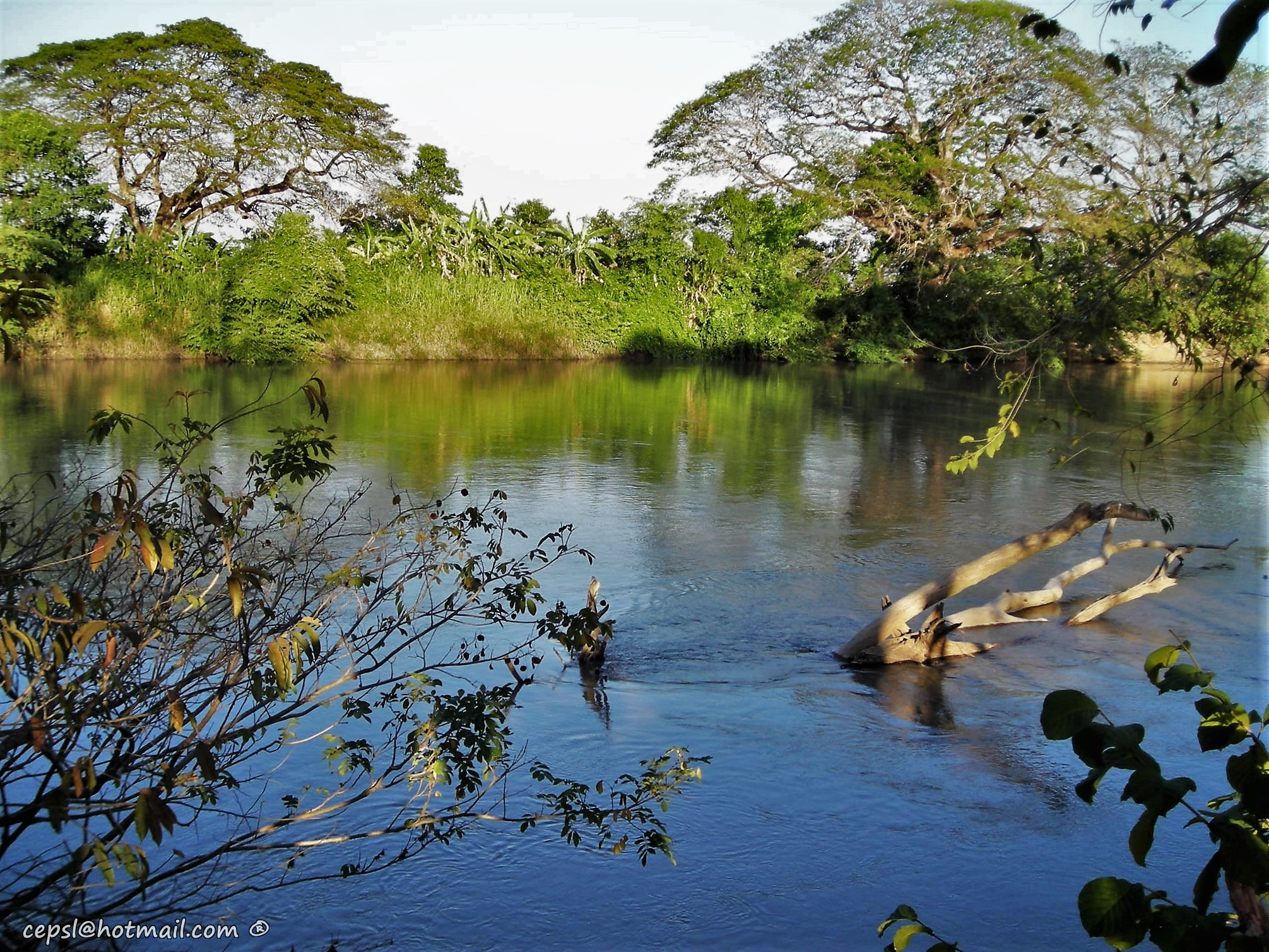
Cauce del Río Guanare.

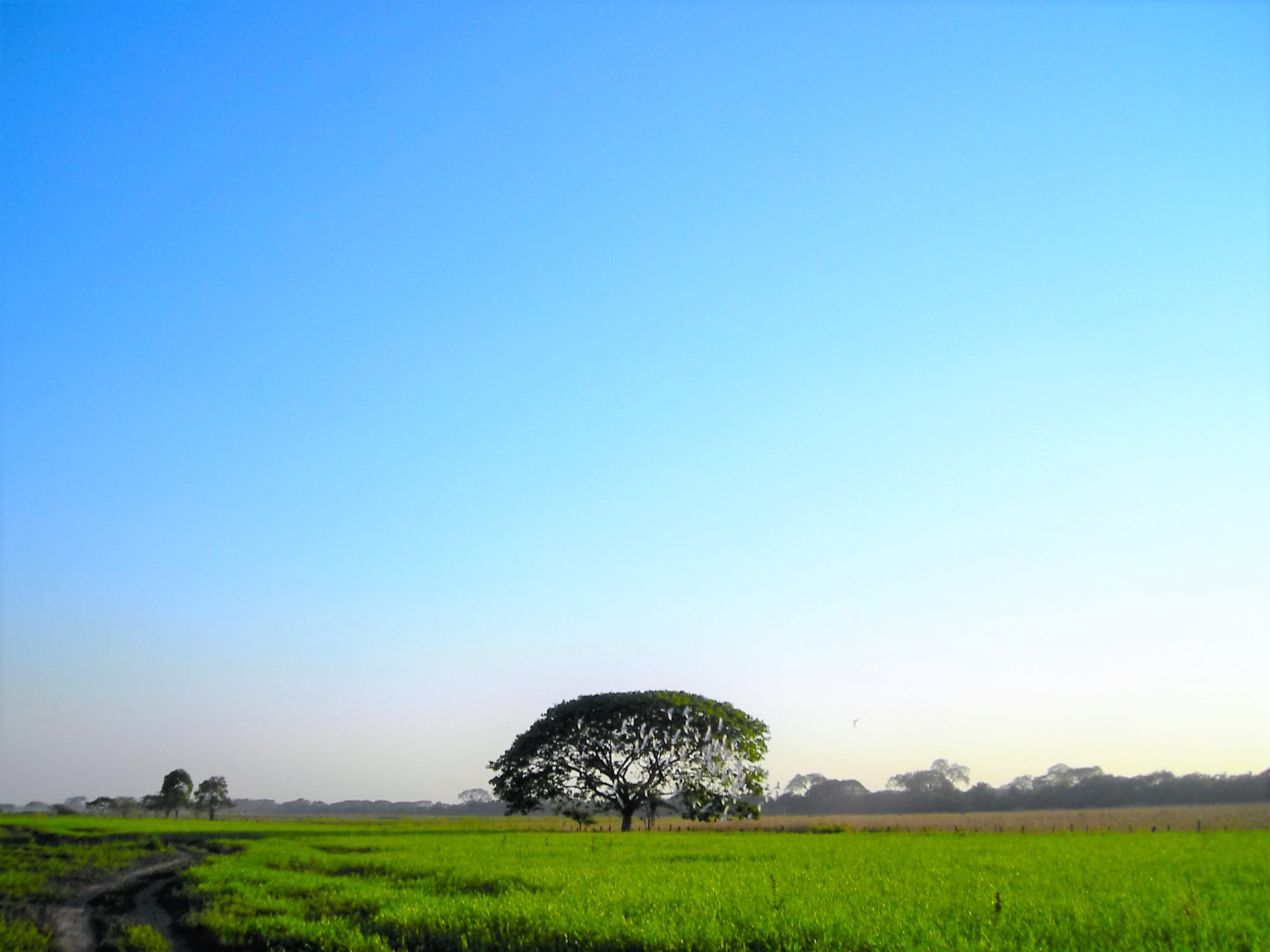
El Llano en Guanarito.

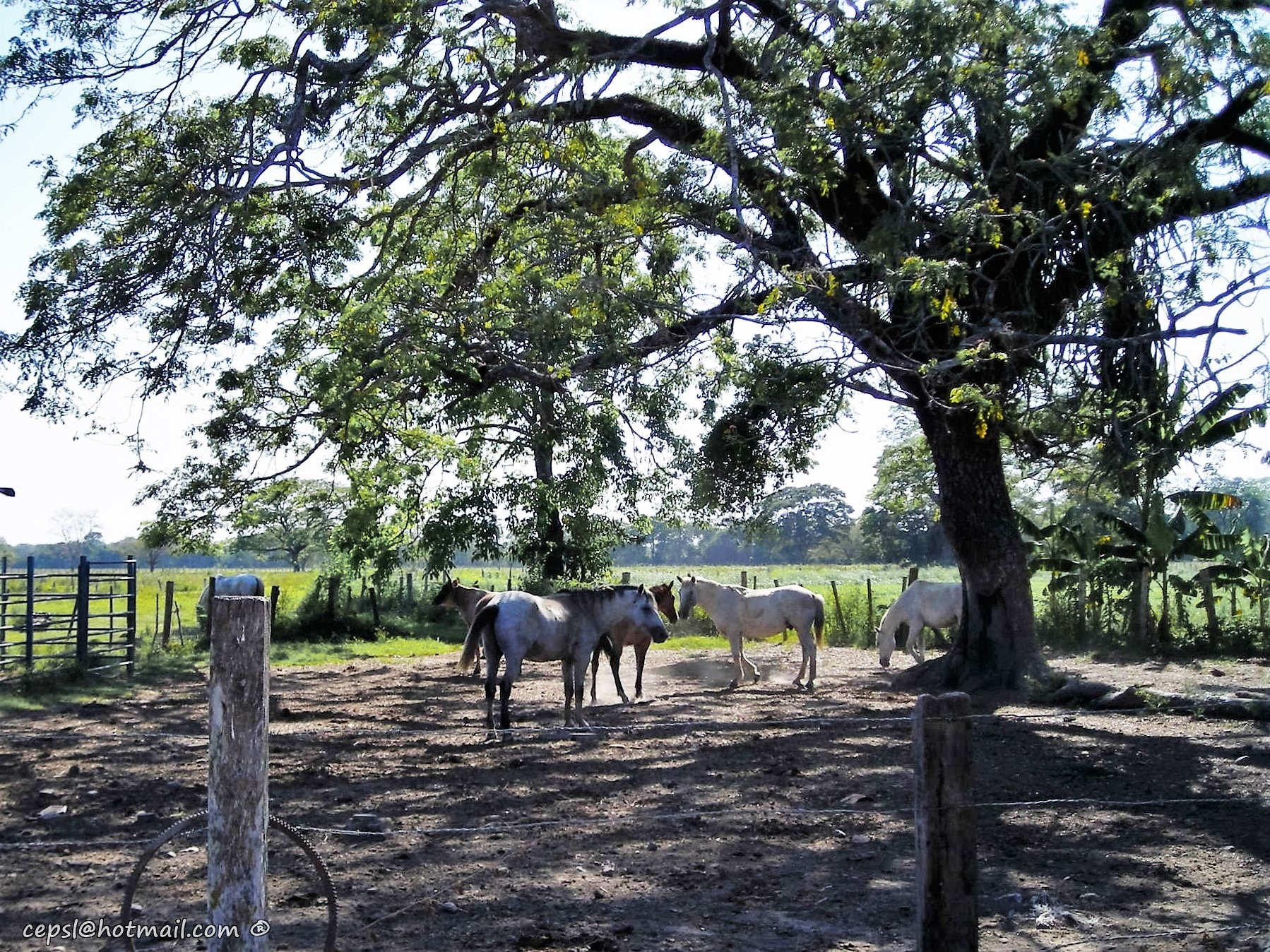
Caballos de faena.

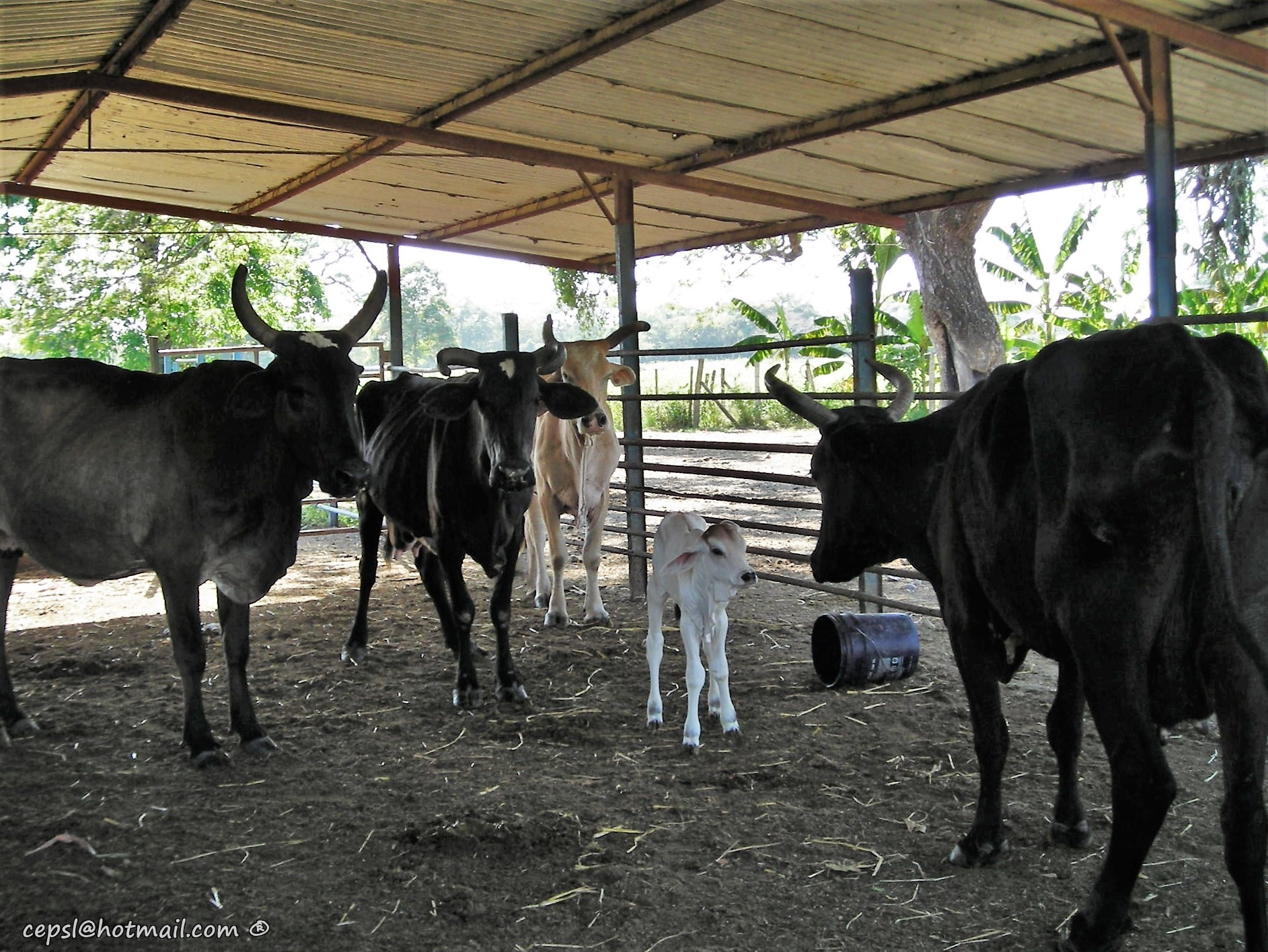
Ganadería en Guanarito.

Guanarito es uno de los 14 municipios que forman parte del Estado Portuguesa, Venezuela. Tiene una superficie de 3 103 km² siendo el municipio más extenso del estado, y una población de 48 841 habitantes (censo 2001). Su capital es Guanarito. Está conformado por las parroquias Guanarito, Trinidad de la Capilla y La Divina Pastora. La agricultura es la principal actividad económica del municipio. Es endémica para la Fiebre de Guanarito o Fiebre Hemorrágica Venezolana.

## Historia
Nuestra Señora de La Paz de Guanarito fue fundada el 24 de enero de 1768 por el fraile Andrés de Grazalema, con la participación de indígenas de la tribu Achaguas. En menos de una década, el asentamiento comenzó a consolidarse: para el año 1776, ya contaba con 36 familias distribuidas en 193 casas, lo que reflejaba un crecimiento sostenido y una organización social en expansión.
La economía local se basaba en una producción agrícola diversa, destacando cultivos como tabaco, añil, cacao, maíz y caña de azúcar, esta última transformada en papelón. También se elaboraban quesos de notable calidad, y se criaba ganado vacuno, caballar y asnal, lo que convertía a Guanarito en un centro agropecuario de importancia regional.
Muchas de estas mercancías eran transportadas en embarcaciones de pequeño calado, conocidas como flecheras y bongos, que zarpaban desde la zona de Guerrilandia. Navegaban por el río Guanarito —también llamado río Guanare— hasta conectar con el río Apure y, posteriormente, con el Orinoco, rumbo a la histórica ciudad de Angostura (hoy Ciudad Bolívar). En aquella época, el caudal generoso de estos ríos permitía una navegación fluida, facilitando el comercio fluvial y el intercambio entre regiones.

### Movimiento independentista
El primer Congreso de Venezuela, que se instaló el 2 de marzo de 1811 en la casa de José Antonio Pacheco y Rodríguez del Toro, Conde de San Javier, actual Esquina de El Conde, en Caracas; tuvo su gran momento de gloria cuando se mudó a la Capilla de Santa Rosa, hoy curiosamente existente dentro del edificio de la Alcaldía de Caracas en la Esquina de Las Monjas.
Pronto se vio que los diputados centrarían sus discusiones en cuatro grandes temas: la Constitución Nacional, la Declaración de Independencia, la División de la Provincia de Venezuela y la Eliminación de los Fueros Eclesiásticos. El tema de la Declaración de Independencia se abordó del todo en la sesión del 3 de julio, al ser planteado por el diputado de la Provincia de Barinas por Guanarito José Luis Cabrera, que era médico. 
Fue entonces cuando la Capilla de Santa Rosa de Lima se convirtió, más allá de toda duda, en el Altar de la Patria. Desde ese día 3 de julio, hasta el 5, discutieron a fondo el asunto, un poco bajo la batuta del caraqueño universal Francisco de Miranda, y luego de argüir sobria y apasionadamente acerca de los derechos del lejano rey Fernando VII, extinguidos según varios de ellos en Bayona, y los derechos del pueblo y de los pueblos a gobernarse soberanamente, demostrados según algunos en Francia y en los Estados Unidos de América, decidieron declarar solemnemente la Independencia Absoluta de Venezuela, primer pueblo de la América Española que se convirtió en República.

## Geografía
El Municipio Guanarito se encuentra ubicado al sureste del estado Portuguesa, presenta un clima de bosque tropical semicaduco a una altitud de 85 m s. n. m. con una temperatura promedio de 23°C y una precipitación media anual de 1975 mm con períodos de sequía entre diciembre y marzo. El Río Guanare es el principal curso de agua del municipio.

### Parroquias
1. Parroquia Guanarito
2. Parroquia Trinidad de la Capilla
3. Parroquia Divina Pastora

## Política y gobierno

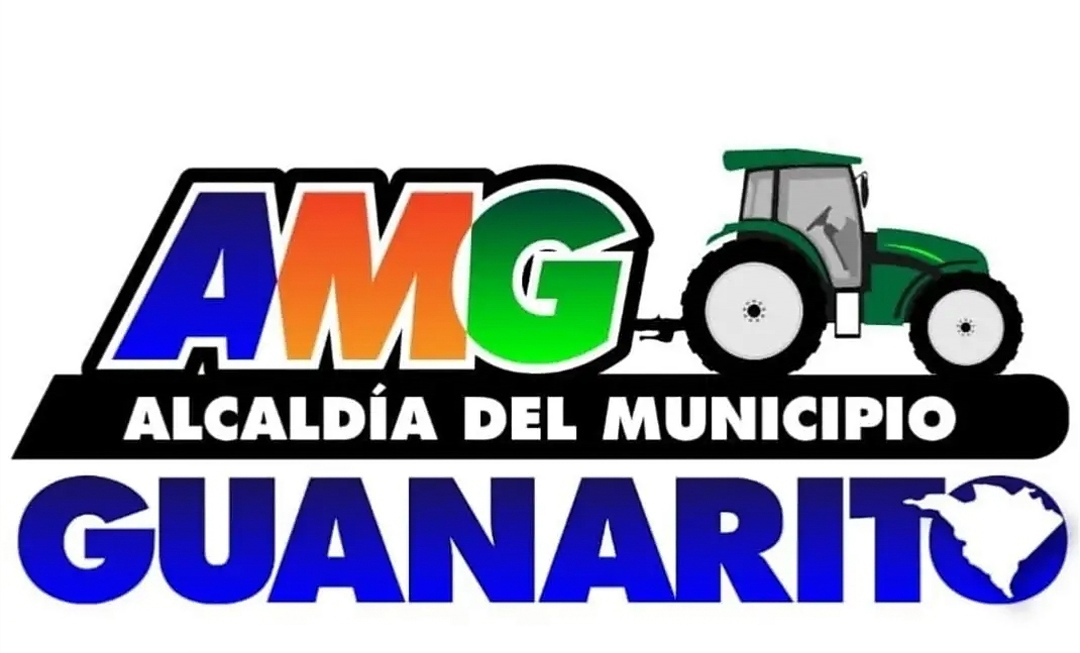
Logo de la Alcaldía (2021-2025).

### Alcaldes
| Período                            | Alcalde                        | Partido político / Alianza | % de votos | Notas |
| ---------------------------------- | ------------------------------ | -------------------------- | ---------- | --- |
| 1989 - 1992                        | Ana Tomasa Escobar de Castillo | AD                         | 44,86      | Primera alcaldesa bajo elecciones directas |
| 1992 - 1995                        | Valmore Betancourt             | Copei                      | 51,42      | Segundo alcalde bajo elecciones directas |
| 1995 - 2000                        | Valmore Betancourt             | Copei                      | -          | Reelecto (se realizaron elecciones generales adelantadas en el 2000 debido a la aprobación de la Constitución de 1999)                                 |
| 2000 - 2004                        | Luis García                    | MIGDE                      | 31,02      | Tercer alcalde bajo elecciones directas |
| 2004 - 2008                        | Alí Rodríguez                  | MVR                        | 39,82      | Cuarto alcalde bajo elecciones directas |
| 2008 - 2013                        | Abel Fernando Villalba         | PSUV                       | 65,75      | Quinta alcalde bajo elecciones directas (se postergan 1 año las elecciones municipales pautadas para finales del 2012)                                 |
| 2013 - 2017                        | Leonel Pérez                   | PSUV                       | 34,80      | Sexto alcalde bajo Elecciones directas |
| 2017 - 2021                        | Carlos García                  | PSUV                       | 63,54      | Séptimo alcalde bajo Elecciones directas |
| 2021 - 2025                        | Valmore Betancourt             | Copei                      | 61,53      | Octavo alcalde bajo Elecciones directas. Actualmente desde 2022 se unió a la Plataforma Unitaria y se desempeña como vocero de la Plataforma Unitaria. |
| Fuente: Consejo Nacional Electoral |                                |                            |            | |